# Martin McQuillan
Martin McQuillan (né en 1972) est un universitaire, écrivain, critique littéraire et théoricien de littérature et de philosophie écossais qui fut professeur de théorie littéraire et d'analyse culturelle dont la recherche a notamment porté sur les travaux de Jacques Derrida, Hélène Cixous et Paul de Man,,.
Il a enseigné l'anglais à l'université de Staffordshire (1997-2000) puis fut doyen de la recherche (2005-2009) de la faculté des arts visuels et communications à l'Université de Leeds, où il était également directeur de l'École des beaux-arts, de l'histoire de l'art et études culturelles (2001-2005). Il fut également doyen de la faculté des arts et des sciences sociales de l'Université de Kingston, à Londres, où il a également été codirecteur de la London Graduate School, et vice-chancelier adjoint à recherche et l'innovation (2015-2017),. Depuis août 2017, il est le rédacteur en chef de la publication HE de la Quinzaine de recherches et professeur à l'Université Edge Hill.